# Éditions Rouge Profond
 (avril 2021).
L'article doit être relu — et modifié si nécessaire — par des contributeurs indépendants pour apporter un regard critique aux contributions effectuées en violation des conditions d'utilisation de Wikipédia, tant sur la forme (notamment concernant le style encyclopédique, la proportionnalité) que sur le fond (la neutralité de point de vue, la qualité et l'indépendance des sources).
Rouge Profond est une maison d'édition indépendante, cofondée en 1999 par Guy Astic et Jean-Baptiste Thoret. Ses publications sont axées sur le cinéma en particulier mais ouvertes sur l'art dans sa généralité.

## Ligne éditoriale
Guy Astic, directeur des éditions, décrit la ligne éditoriale de la maison comme multiple. D'abord patrimoniale : il s'agit d'aller chercher le patrimonial et de le restaurer, le rénover (exemples : les volumes Midi minuit fantastique). Il évoque ensuite une ligne éditoriale transartistique qui vise à croiser les genres, les discours, les approches, reflétant une pensée ouverte et ouvrante. Enfin, il décrit la dernière comme esthétique, plus formelle, montrant que la forme et le fond se répondent dans le cinéma.

## Historique
Rouge Profond publie dans un premier temps une revue intitulée Simulacres. De 1999 à 2003, elle est la seule activité de la maison. En 2003, Jean-Baptiste Thoret quitte la maison d'édition. Guy Astic décide alors de publier des livres. Rejoint par Christian Tarting, ils mettent trois collections en place : « Raccords », « Birdland » et « Stanze ».
En 2008, Christian Tarting quitte Rouge Profond et ses collections, portées sur la musique et la poésie, sont arrêtées.
Guy Astic continue de publier des livres et crée deux collections supplémentaires : « Débords » et « Décors ». Sébastien Clerget, auteur mais aussi programmateur à l'Institut de l'image d'Aix-en-Provence, prend la direction de la collection « Décors ».

## Organisation et production
L'agence Ici et Ailleurs est chargée des maquettes et réalisations éditoriales depuis les débuts de Rouge Profond.
Harmonia Mundi Livre assure la diffusion-distribution des ouvrages en France, Suisse et Belgique. DiMedia prend en charge la diffusion-distribution au Québec.
L'entreprise Yenooa imprime la plus grande partie des livres Rouge Profond.

### Collections
- « Raccords » (2003), dirigée par Guy Astic.
- « Débords » (2009), dirigée par Guy Astic.
- « Décors » (2013), dirigée par Sébastien Clerget.

#### Interrompues
- « Birdland » (2003-2008) : anciennement dirigée par Christian Tarting, elle contient huit livres.
- « Stanze » (2003-2008) : anciennement dirigée par Christian Tarting, elle est composée d'un diptyque de Claude Minière.

### Revues
- Simulacres (1999-2003) : 8 numéros.
- Tête-à-tête (2011) : éditée dans un premier temps par les éditions Le Bord de l'eau, la revue est reprise par Rouge Profond en 2017.
- Ciné-Bazar (2014) : éditée par les éditions LettMotif avant d'être reprise par Rouge Profond en 2019.
- La Fémis présente (2019) : revue créée en association avec La Femis.